# Copa de Europa de la FIBA 1992-93
La Copa de Europa de la FIBA 1992-93, conocida anteriormente como Recopa de Europa de Baloncesto fue la vigésimo séptima edición de esta competición organizada por la FIBA que reunía a los campeones de las ediciones de copa de los países europeos. Tomaron parte 41 equipos, dos más que en la edición precedente, doce de ellos procedentes como perdedores de la fase de la Liga Europea de la FIBA 1992-93. Se proclamó campeón el equipo griego del Sato Aris, derrotando en la final al Efes Pilsen turco, en un partido disputado en el PalaRuffini de Turín.

## Primera ronda
| Equipo 1                 | Agr.    | Equipo 2            | Ida     | Vuelta |
| ------------------------ | ------- | ------------------- | ------- | ------ |
| Pantterit                | 190–175 | Tinex Norik Medvode | 99–85   | 91–90  |
| Tallinna Asto            | 172–178 | Dinamo București    | 86–85   | 86–93  |
| Luxol Fitgar             | 140–204 | Slavia Sofia        | 82–104  | 58–100 |
| Möllersdorf Traiskirchen | 187–221 | TTL Bamberg         | 104–108 | 83–113 |
| Bioveta Brno             | 135–189 | Pro-Specs EBBC      | 73–101  | 62–88  |
| Tunsgram-Honvéd          | 218–109 | Dinamo Tirana       | 103–47  | 115–62 |
| Bobcat Gent              | 152–161 | Nasaş               | 78–81   | 74–80  |

## Segunda ronda
| Equipo 1         | Agr.    | Equipo 2           | Ida    | Vuelta  |
| ---------------- | ------- | ------------------ | ------ | ------- |
| Pantterit        | 182–203 | Pully              | 77–91  | 105–112 |
| Dinamo București | 4–0*    | Spartak Subotica   | 2–0    | 2–0     |
| Slavia Sofia     | 124–176 | Stefanel Trieste   | 71–75  | 53–101  |
| TTL Bamberg      | 117–150 | NatWest Zaragoza   | 66–69  | 51–81   |
| Stroitel Samara  | 172–196 | Pro-Specs EBBC     | 91–101 | 81–95   |
| Tunsgram-Honvéd  | 202–172 | Korabel' Mykolaiv  | 108–76 | 94–96   |
| Nasaş            | 191–194 | Ovarense           | 98–92  | 93–102  |
| Atletas          | 182–192 | Hapoel Galil Elyon | 87–94  | 95–98   |
| RTI Minsk        | 129–224 | Sato Aris          | 59–117 | 70–107  |
| T71 Dudelange    | 98–206  | Pitch Cholet       | 53–114 | 45–92   |
| Achilleas        | 160–172 | Slobodna Dalmacija | 90–86  | 70–86   |

*Spartak Subotica fue sorteado para la competición pero no se le dejó competir debido al embargo de Naciones Unidas sobre Yugoslavia. Dinamo București pasó directamente de ronda.

## Tercera ronda
- Invitación para participar en la Copa de Europa de la FIBA* a los equipos perdedores en los dieciseisavos de final de la Liga Europea de la FIBA 1991-92.

*Smelt Olimpija, ASK Brocēni, Guildford Kings, Efes Pilsen, USK Praha, CSKA Moscow, Benfica, CSKA Sofia, Hapoel Tel Aviv, Śląsk Wrocław, NMKY Helsinki y Budivelnyk.
| Equipo 1         | Agr.    | Equipo 2           | Ida    | Vuelta |
| ---------------- | ------- | ------------------ | ------ | ------ |
| Smelt Olimpija   | 202–188 | Pully              | 107–86 | 95–102 |
| Pro-Specs EBBC   | 167–168 | NatWest Zaragoza   | 79–73  | 88–95  |
| ASK Brocēni      | 156–153 | Guildford Kings    | 80–77  | 76–76  |
| Efes Pilsen      | 177–118 | Dinamo București   | 96–54  | 81–64  |
| USK Praha        | 185–221 | CSKA Moscow        | 96–113 | 89–108 |
| Benfica          | 195–163 | CSKA Sofia         | 111–83 | 84–80  |
| Hapoel Tel Aviv  | 154–143 | Tunsgram-Honvéd    | 92–74  | 62–69  |
| Stefanel Trieste | 163–168 | Hapoel Galil Elyon | 69–69  | 94–99  |
| Śląsk Wrocław    | 155–192 | Sato Aris          | 80–90  | 75–102 |
| Ovarense         | 152–171 | Pitch Cholet       | 91–85  | 61–86  |
| NMKY Helsinki    | 161–170 | Budivelnyk         | 89–100 | 72–70  |

Clasificado automáticamente para cuartos de final
- Slobodna Dalmacija

## Cuartos de final
Los cuartos de final se jugaron con un sistema de todos contra todos, divididos en dos grupos.
|  | Clasificados para semifinales |

|    | Equipo           | PJ | Pts | G | P | PF  | PC  | Dif. |
| -- | ---------------- | -- | --- | - | - | --- | --- | ---- |
| 1. | Efes Pilsen      | 10 | 19  | 9 | 1 | 787 | 707 | +80  |
| 2. | NatWest Zaragoza | 10 | 17  | 7 | 3 | 788 | 701 | +87  |
| 3. | Smelt Olimpija   | 10 | 15  | 5 | 5 | 798 | 813 | -15  |
| 4. | CSKA Moscow      | 10 | 13  | 3 | 7 | 871 | 902 | -31  |
| 5. | Hapoel Tel Aviv  | 10 | 13  | 3 | 7 | 816 | 837 | -21  |
| 6. | ASK Brocēni      | 10 | 13  | 3 | 7 | 823 | 923 | -100 |

|    | Equipo             | PJ | Pts | G | P | PF  | PC  | Dif. |
| -- | ------------------ | -- | --- | - | - | --- | --- | ---- |
| 1. | Sato Aris          | 10 | 19  | 9 | 1 | 815 | 689 | +126 |
| 2. | Hapoel Galil Elyon | 10 | 17  | 7 | 3 | 828 | 798 | +30  |
| 3. | Slobodna Dalmacija | 10 | 17  | 7 | 3 | 751 | 708 | +43  |
| 4. | Benfica            | 10 | 14  | 4 | 6 | 768 | 770 | -2   |
| 5. | Pitch Cholet       | 10 | 12  | 2 | 8 | 758 | 844 | -86  |
| 6. | Budivelnyk         | 10 | 11  | 1 | 9 | 739 | 850 | -111 |

## Semifinales
Los equipos mejor clasificados en la fase de grupos disputaron los partidos 2 y 3 en casa.
| Equipo 1           | Agr. | Equipo 2    | Ida   | Vuelta |         |
| ------------------ | ---- | ----------- | ----- | ------ | ------- |
| Hapoel Galil Elyon | 0–2  | Efes Pilsen | 71–73 | 62–65  | {{{8}}} |
| NatWest Zaragoza   | 0–2  | Sato Aris   | 84–86 | 66–82  | {{{8}}} |

## Final
16 de marzo, Palazzetto dello sport Parco Ruffini, Turín
| Equipo 1    | Resultado | Equipo 2  |
| ----------- | --------- | --------- |
| Efes Pilsen | 48–50     | Sato Aris |

| 17 de marzo de 1992 | Efes Pilsen                                                                  | 48–50        | Sato Aris                                                          | |  |
|                     | Marcador por tiempos: 32-29, 16–21                                           |              |                                                                    | |  |
|                     | Estadísticas Volkan Aydin 16 Larry Richard 8 Petar Naumoski, Larry Richard 2 | Pts Reb Asts | Estadísticas Roy Tarpley 19 Roy Tarpley 18 Panagiotis Giannakis, 3 | Pabellón: Palazzetto dello sport Parco Ruffini, Turín Asistencia: 7.000 espectadores Árbitros: Vicente Sanchís, (ESP), Paolo Zanon (ITA) |  |

| Campeón de la Copa de Europa de la FIBA 1992–93 |
| ----------------------------------------------- |
| Sato Aris 1.er título                           |